# Hyllinge (Szwecja)
Hyllinge – miejscowość (tätort) w Szwecji, w regionie administracyjnym (län) Skania, w gminie Åstorp.
Według danych Szwedzkiego Urzędu Statystycznego liczba ludności wyniosła: 2287 (31 grudnia 2015), 2410 (31 grudnia 2018) i 2387 (31 grudnia 2019).